# Бугримовка
Бугримовка (бел. Бугрымаўка) — деревня, входящая в Пересвятский сельсовет Речицкого района Гомельской области Белоруссии.

## География
Деревня расположена в 9 километрах к западу от центра Речицы, в 66 км от Гомеля и в 4 км от железнодорожной станции Демехи.
В 300 метрах на восток расположен мелиоративный канал.

## Транспортная система
Транспортная связь по просёлочной, а затем по автодороге Василевичи — Речица.
В деревне 14 жилых домов (2004 год). Планировка бессистемная, застройка деревянными домами усадебного типа.

## История
Согласно письменным источникам деревня известна с XIX века, как селение в Ровенскослободской волости Речицкого уезда Минской губернии. Деревня основана крестьянами на купленных ими землях. В 1897 году в деревне производился кирпич.
В 1930 году организован колхоз, работали 2 ветряных мельницы, кузница.
Во время Великой Отечественной войны 5 жителей деревни погибли на фронте.
Бугримовка входит в состав совхоза «10 лет Октября» с центром в деревне Пересвятое.

## Население
- 1897 год — 3 двора, 39 жителей (согласно переписи).
- 1908 год — 6 дворов, 51 житель.
- 1959 год — 96 жителей (согласно переписи).
- 2004 год — 14 дворов, 18 жителей.